# Skuggsvingel
Skuggsvingel (Festuca heterophylla) är en gräsart som beskrevs av Jean-Baptiste de Lamarck. Enligt Catalogue of Life ingår Skuggsvingel i släktet svinglar och familjen gräs, men enligt Dyntaxa är tillhörigheten istället släktet svinglar och familjen gräs. Arten är reproducerande i Sverige. Inga underarter finns listade i Catalogue of Life.

## Bildgalleri

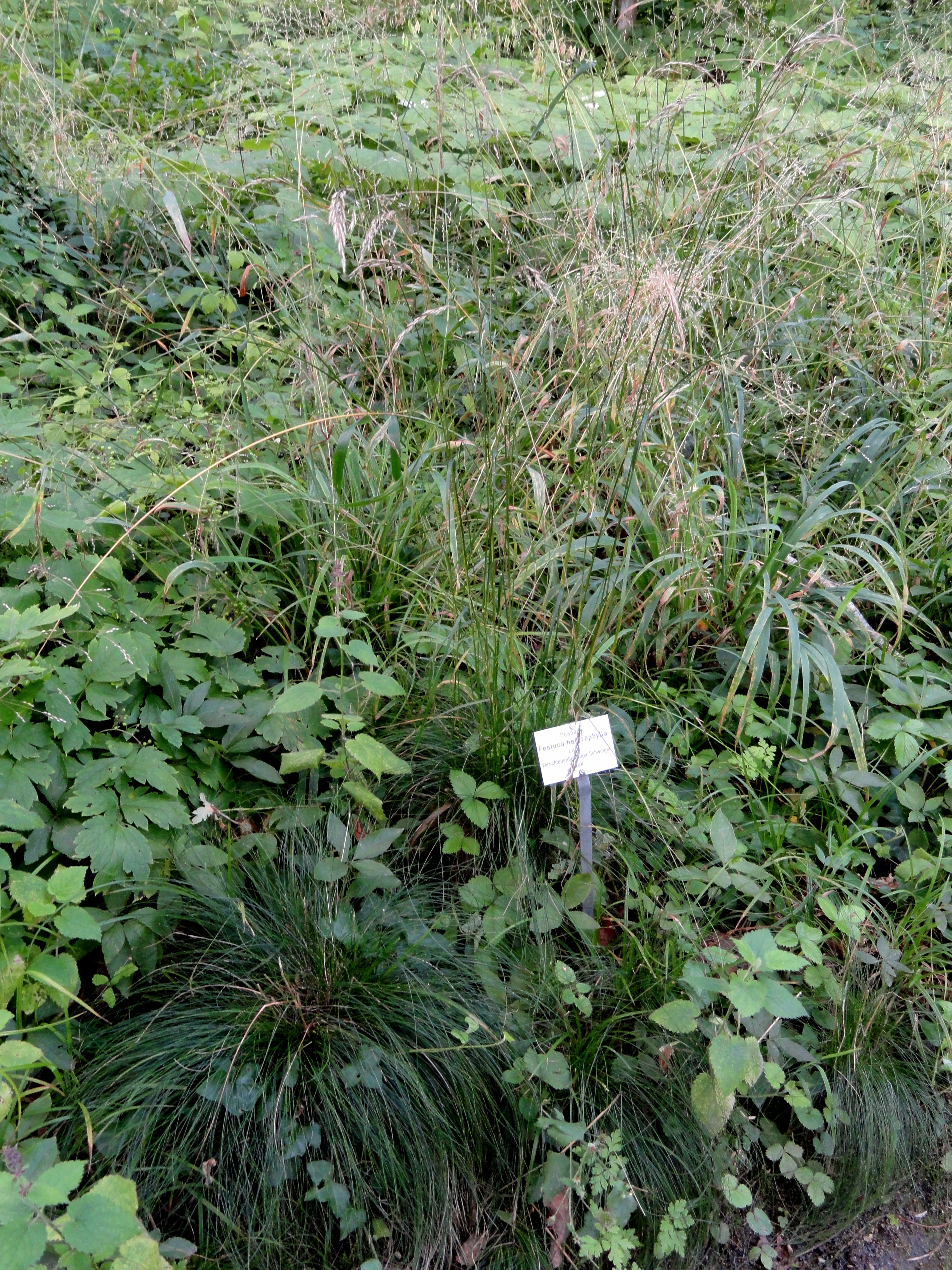